# Zhan Shuping
Dans ce nom chinois, le nom de famille, Zhan, précède le nom personnel.
Zhan Shuping (en chinois : 展淑萍), née le 24 avril 1964 dans le Liaoning, est une joueuse chinoise de basket-ball.

## Carrière
Avec l'équipe de Chine de basket-ball féminin, elle est médaillée d'argent aux Jeux olympiques d'été de 1992.